# Ematheudes michaelshafferi
Ematheudes michaelshafferi é uma espécie de mariposa da família Pyralidae e do gênero Ematheudes. Ele foi descrito por J. C. Shaffer em 1998, em Eburru, Quênia.